# Chvrches
Chvrches (pronunciado como "churches" ["igrejas"] e estilizado como CHVRCHΞS) é uma banda de Glásgow, Escócia, formada em Setembro de 2011. O grupo é composto por Lauren Mayberry, Iain Cook e Martin Doherty. Derivada principalmente a partir do estilo synth-pop, é uma banda que incorpora elementos de indietronica, indie pop e electronic dance music. É muito popular no meio musical underground e no YouTube.

## História

### Origens e formação
Em 2003, os músicos Iain Cook e Martin Doherty se conheceram na Universidade de Strathclyde, em Glasgow. Participaram de duas bandas locais de rock alternativo até conhecerem Lauren Mayberry em 2011, com quem tiveram o interesse de começar um projeto de música eletrônica, um estilo em que não possuiam experiência.
Os três músicos rapidamente se uniram, e passaram os meses seguintes escrevendo e gravando músicas em um estúdio de porão. Durante tais sessões, Mayberry escrevia as letras e os ganchos enquanto Doherty provia ideias de melodia e Cook produzia as músicas. A proposta inicial era que Mayberry fizesse os vocais de apoio, mas os demais membros da banda reconheceram seu talento e lhe definiram como vocalista principal.
Os membros da banda escolheram o nome Chvrches (estilizado como CHVRCHΞS), que usa a letra romana "v" em vez de "u". Essa grafia foi escolhida para se diferenciar das igrejas reais nos resultados de pesquisa online. Não houve decisão consciente de ter um nome com conotações religiosas; em vez disso, os membros da banda sentiram que o nome deu "uma vibração forte que poderia ser interpretada de muitas maneiras diferentes". Mayberry também notou que a letra V é um aceno sutil para nomes de bandas do influente gênero de música witch house. "Nós consideramos colocar cruzes de cabeça para baixo em cada lado do nosso nome, mas isso nos atrapalharia, eu acho", disse Mayberry.

### Crescimento e sucesso
Em maio de 2012, Chvrches postou sua música de estreia "Lies" no blog Neon Gold Records. Em vez de uma foto dos membros da banda, a música era acompanhada por uma foto de freiras mascaradas, o que contribuía para a religiosidade percebida do nome da banda. A resposta foi quase imediata; "Lies" alcançou o primeiro lugar no blog agregado de MP3 The Hype Machine e, da mesma forma, recebeu airplay constante no SoundCloud e na BBC Radio 1. Os membros da banda ficaram maravilhados com a reação a "Lies". "Foi inacreditável, muito além do que esperávamos", disse Doherty.
Em setembro de 2013, a banda lançou seu primeiro álbum de estúdio, The Bones of What You Believe, pela Virgin Records. No site do agregador crítico Metacritic, o álbum recebeu uma pontuação de 80, com base em 39 avaliações.
Chvrches chegou em quinto lugar no "Sound of 2013", a lista dos novos talentos da música mais promissores da BBC. Em março de 2013 eles lançaram o EP "Recover". Seu álbum de estréia "The Bones of What you Believe" foi lançado em 20 de setembro de 2013. Sua canção "The Mother We Share" foi apresentado no vídeo de abertura dos Jogos da Commonwealth de 2014 em Glasgow, na Escócia.
A banda também compôs a música "Warning Call" para jogos como Mirror's Edge: Catalyst, participou da trilha sonora de todos os Forza Horizons desde o segundo com a música "The Mother We Share" para Forza Horizon 2; "Clearest Blue" , "Bury It" em Forza Horizon 3 e "Never Say Die" em Forza Horizon 4, além de Death Stranding com a música de mesmo título, "Death Stranding".

## Integrantes
- Lauren Mayberry – vocais principais e de apoio, bateria, percussão, sintetizadores adicionais (2011–presente)
- Iain Cook – sintetizadores, piano, guitarras, baixo, vocais de apoio (2011–presente)
- Martin Doherty – sintetizadores, samplers, backing e vocal principal (2011–presente)

## Discografia

### Álbum de estúdio
- The Bones of What You Believe (2013)
- Every Open Eye (2015)
- Love Is Dead (2018)
- Screen Violence (2021)

### EP
- Recover EP (2013)
- EP (2013)
- Gun (Remixes) (2013)
- Under the Tide EP (2014)

### Singles
- "The Mother We Share" (2012)
- "Recover" (2013)
- "Gun" (2013)
- "The Mother We Share" (re-edição) (2013)
- "Lies" (2013)
- "We Sink" (2014)
- "Recover" (re-edição) (2014)
- "Under the Tide" (2014)
- "Dead Air" (2014)
- "Get Away" (2014)
- "Leave a Trace" (2015)
- "Empty Threat" (2015)
- "Clearest Blue" (2015)
- "Warning Call" (2016)
- "Bury It" feat. Hayley Williams (2016)
- "Get Out" (2018)
- "My Enemy" feat. Matt Berninger (2018)
- "Over" (2023)

## Prêmios e indicações
A banda Chvrches recebeu indicações ao World Music Award na categoria de Melhor Álbum do Mundo. A banda também concorreu ao Prêmio NME na categoria Melhor Banda Nova.

## Turnês
Quando Chvrches toca ao vivo, Mayberry fica nos vocais e, ocasionalmente, toca sintetizadores e samplers; Cook toca sintetizadores, guitarra, baixo, e também realiza backing vocals; Doherty toca sintetizadores e samplers, e também realiza backing vocals e às vezes vocais. A Turnê da Chvrches passa em vários países da Europa (incluindo seu país de origem), EUA, Canadá, Japão. 
Eles também tocaram em vários festivais de música como Firefly Music Festival,  SXSW, Field Day, Canadian Music Fest, Sasquatch! Music Festival, The Great Escape, Pitch Festival, T in the Park, Electric Picnic, Melt! Festival, Summer Sonic, Pukkelpop, Lowlands, Reading and Leeds Festival, Coachella, Osheaga, Bonnaroo, e Lollapalooza.